# Cetraria islandica
Cetraria islandica (L.) Ach., o Lichene islandico, è una specie di lichene terricolo fruticoso tipico di aree montane.
È una specie caratteristica delle distese laviche in Islanda e forse da questo deriva il suo nome vernacolo lichene d'Islanda o lichene artico.
Contiene circa il 70% di lichenina, un polisaccaride, e alcune sostanze licheniche come acido fumarico, acido cetrarico (il responsabile del gusto amaro).

## Descrizione della specie
Le lacinie sono revolute verso l'interno e dotate sul bordo di spinule.
Il colore varia molto da un esemplare all'altro, generalmente è bruno ma può essere da grigio chiaro a molto scuro.
Si riproduce prevalentemente mediante frammentazione del tallo.

## Utilizzi
È il più comune lichene utilizzato in erboristeria come calmante per la tosse nonostante il suo sapore decisamente amaro.
Soprattutto in passato veniva utilizzato al posto dell'amido nella preparazione del cioccolato.
Viene impiegato in farmacia come additivo ai dentifrici e alle soluzioni detergenti intime.

## Sinonimi e binomi obsoleti
- Lichen islandicus L.
- Cetraria islandica f. platysmoides Sambo
- Cetraria islandica v. desertorum Suza
- Cetraria islandica v. platyna (Ach.) Ach.
- Cetraria tyreophora (Ach.) Röhl.

## Curiosità
A Cetraria islandica è dedicata una delle tavole del Koehler's Medizinal-Pflanzen un atlante illustrato delle piante medicinali della fine dell'Ottocento.